# Jean-Luc Vandenbroucke
Jean-Luc Vandenbroucke (Mouscron, 31 de mayo de 1955) es un deportista belga que compitió en ciclismo en las modalidades de pista y ruta. Es tío de Frank Vandenbroucke, también exciclista profesional.
Ganó dos medallas de bronce en el Campeonato Mundial de Ciclismo en Pista, en los años 1978 y 1984, en la prueba de persecución individual.
En carretera sus mayores éxitos fueron una victoria de etapa en la Vuelta a España 1987 y la victoria en la Flecha de las Ardenas (1975), Cuatro Días de Dunkerque (1980 y 1985), París-Tours (1982) y el Tour de l'Aude (1986).
Se convirtió en profesional en 1975 y acabó su carrera en 1988. Después trabajó como director deportivo del equipo Lotto-Mobistar.

## Medallero internacional
| Campeonato Mundial | Campeonato Mundial | Campeonato Mundial | Campeonato Mundial         |
| Año                | Lugar              | Medalla            | Competición                |
| ------------------ | ------------------ | ------------------ | -------------------------- |
| 1978               | Múnich (RFA)       | Medalla de bronce  | Persecución individual (P) |
| 1984               | Barcelona (España) | Medalla de bronce  | Persecución individual (P) |

## Palmarés
| 1975 - Flecha de las Ardenas 1976 - Étoile des Espoirs, más 1 etapa - G. P. de Fourmies - 2.º en el Campeonato de Bélgica en Ruta 1977 - Étoile des Espoirs - G. P. de Fourmies - 1 etapa de la Dauphiné Libéré 1978 - 1 etapa de la París-Niza - 1 etapa del Tour de l'Aude - 1 etapa del Tour de Corse - Circuito de la Frontera 1979 - G. P. de Fourmies - 2 etapas de la Étoile des Espoirs 1980 - Cuatro Días de Dunkerque, más 1 etapa - Tour d'Indre-et-Loire, más 1 etapa - Gran Premio de las Naciones - Trofeo Baracchi (con Alfons De Wolf) - Gran Premio de Antibes - 1 etapa de la París-Niza - 1 etapa de la Étoile des Espoirs 1981 - Tour de l'Oise - 1 etapa de la París-Niza - 1 etapa de los Cuatro Días de Dunkerque - 1 etapa del Tour de l'Aude | 1982 - París-Tours - Étoile des Espoirs, más 2 etapas - 1 etapa del Tour de l'Oise - 1 etapa de los Cuatro Días de Dunkerque - 1 etapa del Tour de l'Aude 1983 - G. P. Eddy Merckx - 1 etapa del Tour del Mediterráneo - 1 etapa del Gran Premio de Midi libre - 1 etapa del Tour de l'Aude - 2 etapas de la Étoile des Espoirs 1984 - 2 etapas de la Vuelta a Bélgica - 1 etapa del Tour de l'Aude 1985 - Cuatro Días de Dunkerque, más 1 etapa - Tres Días de La Panne - 1 etapa del Gran Premio de Midi libre - 1 etapa del Tour de l'Aude 1986 - Tour de l'Aude 1987 - 1 etapa de la Vuelta a España - 1 etapa de la París-Niza - 1 etapa de la Vuelta a la Comunidad Valenciana - 1 etapa del Gran Premio de Midi libre - 1 etapa de la Vuelta a Andalucía 1988 - 1 etapa del Tour del Mediterráneo |

## Resultados en Grandes Vueltas

### Tour de Francia
- 1978 : 64.º
- 1980 : 33.º
- 1981 : 82.º
- 1982 : abandono
- 1983 : 25.º
- 1984 : abandono
- 1985 : abandono
- 1986 : 119.º

### Vuelta a España
- 1986 : 78.º
- 1987 : ganador de una etapa

### Giro de Italia
- 1979 : 58.º